# Араухо, Артуро
Артуро Араухо Фухардо (исп. Arturo Araujo Fujardo, Санта-Текла, 1878 — Сан-Сальвадор, 1 декабря 1967) — конституционный президент Республики Сальвадор с 1 марта по 2 декабря 1931 года.

## Биография
Сын доктора Эухенио Араухо (крупного латифундиста и министра финансов в кабинете генерала Томаса Регаладо) и Энрикеты Фухардо де Араухо. Инженер по профессии. Учился в Ливерпуле (Великобритания), где проникся социал-демократической идеологией Лейбористской партии Великобритании.
После возвращения на родину заслужил репутацию щедрого человека по отношению к своим рабочим, платя им зарплату в два раза выше средней и предлагая им жилье и медицинское обслуживание. В 1917 году принял активное участие в ликвидации последствий июньского землетрясения в городе и муниципалитете Армения на западе страны. Основал Лейбористскую партию Сальвадора.
В 1919 году безуспешно пытался баллотироваться на президентских выборах, заняв последнее (третье) место, получив 1022 голоса (0,59%). После поражения начал строить заговор с целью свержения правительства Хорхе Мелендеса. В марте 1920 года правительство раскрыло заговор и попыталось арестовать его в Армении. Завязалась перестрелка между Национальной гвардией и сторонниками Араухо, и он сумел бежать в Гондурас. Находясь в изгнании, собрал отряд численностью от 300 до 1000 человек и в мае 1920 года начал вторжение в Северный Сальвадор. Отряд атаковал два военных форпоста в Аркатао в департаменте Чалатенанго, но сальвадорская армия быстро отреагировала и обратила мятежников в бегство. Оставался в изгнании до 1923 года, пока новый президент Альфонсо Киньонес не позволил Араухо вернуться на родину.
В президентской кампании 1930 года получил поддержку влиятельного в стране педагога и писателя Альберто Масферрера. В предвыборных лозунгах гарантировал достаточное питание, одежду, жильё, образование и работу для всех сальвадорцев и обещал аграрную реформу обездоленному сельскому населению. На выборах 11 и 13 января 1931 года победил, получив 46,65 % голосов и после голосования в Законодательной ассамблее, где его сторонники также получили большинство, был утверждён на посту президента. Вступил в должность 1 марта.
Его курс на земельную реформу, прерванный переворотом, был одной из предпосылок крестьянского восстания 1932. Араухо инициировал расследование финансовых махинаций армейской верхушки и крупного бизнеса. Однако в условиях мирового экономического кризиса, последовавшего за Великой депрессией 1929 года, страна находилась в бедственном положении, владельцы кофейных плантаций (основной статьи доходов бюджета, при том что цена на кофе упала на 45% за шесть месяцев, что также отразилось на дефиците платежного баланса) отказывались платить налоги, в результате чего в стране не выплачивалась заработная плата. Частые забастовки на предприятиях и асьендах жестоко подавлялись войсками Национальной гвардии, вплоть до массовых расстрелов.
В результате экономических причин и правительственной коррупции спустя девять месяцев его президентства группа военных, поддерживающая господствующую в стране «кофейную олигархию», 2 декабря 1931 года свергла законно избранное правительство (Араухо бежал в Гватемалу)  и создала Гражданский директорат, передавший власть генералу Максимилиано Эрнандесу Мартинесу, который в качестве вице-президента и военного министра республики знал о планах заговорщиков, но не информировал президента.
После его правления власть на 50 лет перешла в руки военных.
Умер в военном госпитале 1 декабря 1967 года.